# IPhone 11 Pro
iPhone 11 Pro и iPhone 11 Pro Max — смартфоны корпорации Apple, использующие процессор Apple A13 Bionic и операционную систему iOS 13 (на старте продаж). Были представлены 10 сентября 2019 года вместе с более дешевым iPhone 11. Пришли на смену iPhone XS и iPhone XS Max соответственно.
После выпуска iPhone 11 Pro получил в целом положительные отзывы, критики отметили улучшения в камере, дисплее и аккумуляторе, хотя его критиковали за схожий с iPhone XS дизайн и большой выступ камеры, а также отсутствие по слухам, таких функций, как двусторонняя беспроводная зарядка и USB-C. Критики TechRadar похвалили улучшенный набор камер, назвав его «явно большим обновлением», а также похвалили более быстрый процессор A13 Bionic и дисплей, критикуя при этом сходство дизайна с iPhone XS, включая вырез в дисплее для корпуса датчика, обычно называемый «надрезом» или «челкой», а также критиковали стоимость.

## Характеристики
iPhone 11 Pro и iPhone 11 Pro Max оснащены OLED-дисплеями Super Retina XDR диагональю 5,8 и 6,5 дюйма соответственно, а также передовым процессором Apple A13 Bionic. В смартфонах установлена обновлённая система камер, состоящая из трёх модулей: сверхширокоугольного, широкоугольного и телефото. Важным нововведением стали новые алгоритмы обработки фотографии, такие как Deep Fusion и ночной режим. Также смартфоны оборудованы улучшенной фронтальной камерой TrueDepth на 12 Мп, способной снимать замедленное видео частотой 120 кадров/с.
Смартфоны представлены в четырёх цветах: золотой, «серый космос», серебристый, а также новый темно-зелёный.

## Программное обеспечение
Изначально iPhone 11 Pro и iPhone 11 Pro Max работают на iOS 13, поддерживается обновление до iOS 18.

## Примечания

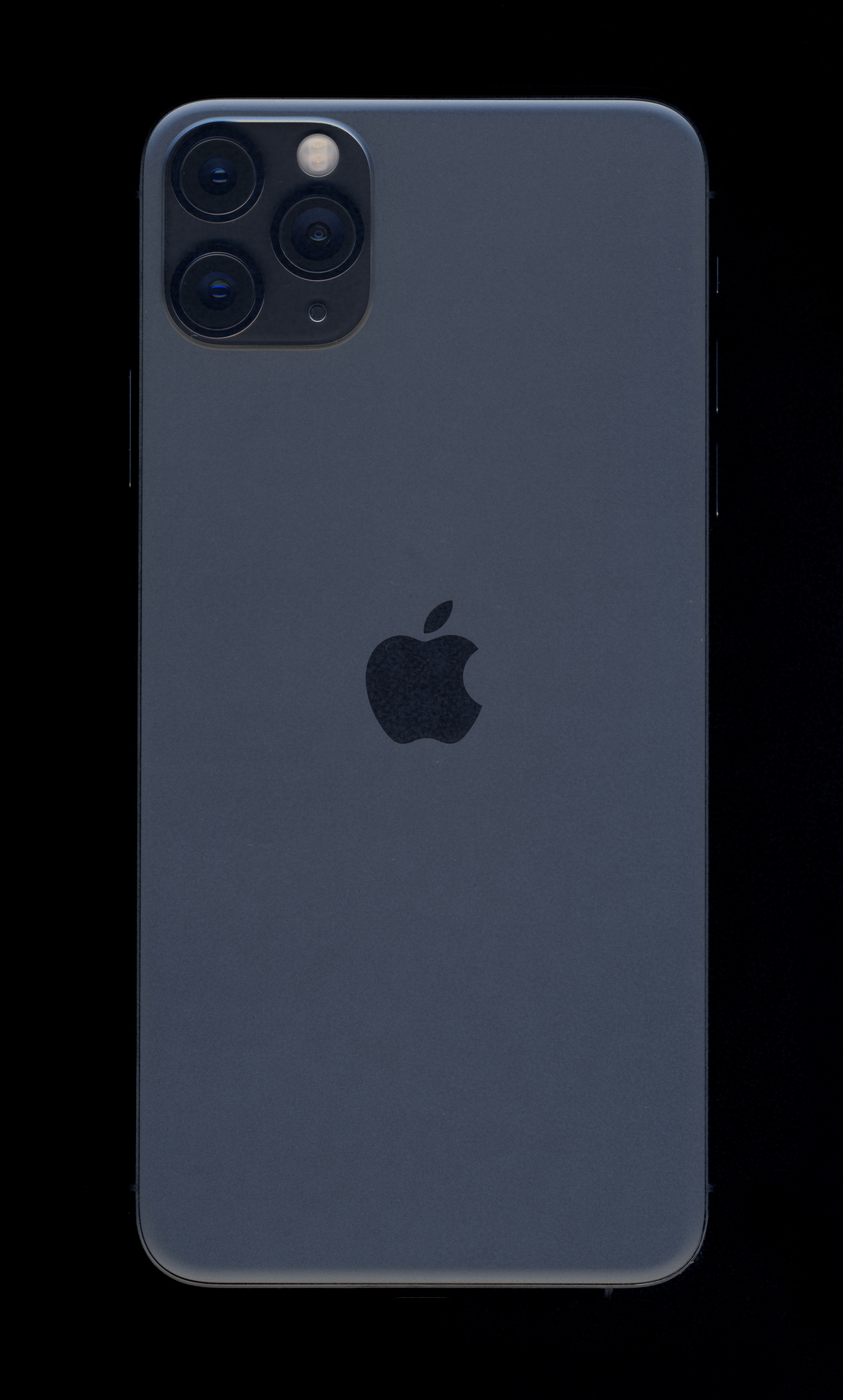
Задняя сторона iPhone 11 Pro Max в цвете "серый космос".

## Скорость беспроводной связи
| Тип сотовой сети/беспроводной технологии | Класс                | Частоты, на которых работает сеть | Максимальная скорость Downlink (Mbps) | Максимальная скорость Uplink (Mbps) | Современность        |
| ---------------------------------------- | -------------------- | --------------------------------- | ------------------------------------- | ----------------------------------- | -------------------- |
| GPRS                                     | 2G (2.5G)            | 850, 900, 1800, 1900 МГц          | 0.04                                  | Неизвестно                          | Технология устарела  |
| EDGE                                     | 2G (2.75G)           | 850, 900, 1800, 1900 МГц          | 0.38                                  | Неизвестно                          | Технология устарела  |
| UMTS                                     | 3G                   | 850, 900, 1900, 2100 МГц          | 3.6                                   | Неизвестно                          | Технология актуальна |
| HSDPA/HSUPA                              | 3G (3.5G)            | 850, 900, 1900, 2100 МГц          | 14.4                                  | 5.7                                 | Технология актуальна |
| HSPA+                                    | 3G (3.75G)           | 850, 900, 1900, 2100 МГц          | 21                                    | 5.7                                 | Технология актуальна |
| DC-HSDPA                                 | 3G (3.95G)           | 850, 900, 1900, 2100 МГц          | 84                                    | 5.7                                 | Технология актуальна |
| CDMA EV-DO Rev. A                        | 3G (3.5G)            | 800, 1900 МГц                     | 3.1                                   | 1.8                                 | Технология актуальна |
| CDMA EV-DO Rev. B                        | 3G (3.5G)            | 800, 1900 МГц                     | 4.9                                   | 2.4                                 | Технология актуальна |
| LTE                                      | 4G (4.0G)            | 800, 1900, 2600 МГц               | 1200                                  | 1200                                | Технология актуальна |
| Wi-Fi                                    | 802.11 a/b/g/n/ac/ax | 2,4 ГГц и 5 ГГц                   | 1320                                  | 1320                                | Технология актуальна |
| Bluetooth 5.0                            | 802.15.4             | 2,4 ГГц                           | 1.0                                   | 1.0                                 | Технология актуальна |